# 坡面障碍技巧
坡面障碍技巧是一项冬季滑雪运动，在这项运动中，运动员在各种有障碍物的赛道上滑雪或单板滑雪。坡面障碍技巧的比賽中，選手通過裁判對滑雪動作的評分來取得成績。该運動起源于滑板活动和小轮车等运动。2014年索契冬奥会上，坡面障碍技巧成为奥运项目，它分為滑雪和单板滑雪两种形式。